# Halictus seladonius
Halictus seladonius is een vliesvleugelig insect uit de familie Halictidae. De wetenschappelijke naam van de soort is voor het eerst geldig gepubliceerd in 1794 door Fabricius.